# San Joaquín (San Joaquín)
Pour les articles homonymes, voir San Joaquin.
San Joaquín est l'unique paroisse civile de la municipalité de San Joaquín dans l'État de Carabobo au Venezuela. Sa capitale est San Joaquín.

## Géographie

### Démographie
La paroisse civile, outre sa capitale San Joaquín elle-même divisée en plusieurs quartiers, comporte les localités suivantes :
- Potrerito
- San Joaquín
  - Campo Alegre
  - Centro, le « centre »
  - Ciudadela Negro Primero
  - El Carmen
  - José Tomás Gallardo
  - Los Palomares
  - Palo Negro
  - Panamericano
  - Villas del Centro

## Économie
La paroisse civile abrite l'importante usine de fabrication de bières de la marque vénézuélienne Polar, dite « cerveceria Polar San Joaquín ».